# 小巷人家
《小巷人家》（英語：Romance in the Alley）是一部由正午阳光出品，闫妮、李光洁、郭晓东、蒋欣、范丞丞、关晓彤、王安宇领衔主演的中国年代生活情感剧。此剧由张开宙執導，改编自作家大米的同名小说，剧情主要讲述了20世纪70年代末，苏州棉纺厂家属区里小巷住着的庄家、林家、吴家在历经时代变迁后的故事。
2024年10月28日起，此剧在湖南卫视、芒果TV与咪咕视频同步播出，獲得了亮眼的收視成績，在中國視聽大數據CVB、CSM、歡網、酷雲等平台都獲得了同時段省級衛視收視率第一的佳績。同年12月10日，通过深圳卫视播出。 
此剧在2025年4月18日至25日期间的晚上8時35分及同年4月28日起晚上7時在香港電台電視頻道「港台電視31」播放。此剧也是繼2022年的《大考》後，再次以「國劇」身份播放的中國大陸電視劇。

## 演员阵容

### 主要演员
- 闫妮 饰演 黄玲，庄超英妻子，图南与筱婷的妈妈，棉纺厂职工。
- 李光洁 饰演 林武峰，宋莹的丈夫，林栋哲的父亲，压缩机厂工程师。
- 郭晓东 饰演 庄超英，黄玲老公，庄图南、庄筱婷的爸爸，人民教师。
- 蒋欣 饰演 宋莹，林武峰的妻子，林栋哲的妈妈，棉纺厂的厂花。
- 范丞丞 饰演 庄图南，黄玲、庄超英的儿子，筱婷哥哥，李佳的丈夫。
- 关晓彤 饰演 庄筱婷，栋哲的妻子，黄玲、庄超英的女儿，图南妹妹。
- 王安宇 饰演 林栋哲，筱婷的丈夫，林武峰、宋莹的儿子，顽皮且不爱学习。
- 卢昱晓 饰演 李佳，图南的大学同学，後成為其妻子。
- 石云鹏 饰演 向鹏飞，超英的外甥，中学后与舅舅、舅妈一起生活，十分维护舅妈。
- 周洁琼 饰演 吴姗姗，刘健的妻子。

### 其他演员
- 曲博 饰演 李一鸣
- 李倩 饰演 张阿妹，吴建国的妻子，吴姗姗的后妈。
- 张瑞涵 饰演 吴建国，木工，张阿妹的丈夫，吴姗姗的亲生父亲。
- 迟蓬 饰演 庄奶奶
- 刘伟 饰演 庄爷爷
- 刘钧 饰演 张书记
- 王菁华 饰演 张书记的妻子
- 赵亦骥 饰演 宋向阳
- 雷丰瑞 饰演 王大志
- 张琛 饰演 余涛
- 李文玲 饰演 张书记的母亲
- 魏伟 饰演 陆科长
- 金顺子 饰演 李婶
- 王丽涵 饰演 张婶
- 陆星 饰演 冯彦祖
- 霍亚明 饰演 王勇
- 延翔 饰演 钱进
- 邓莞千 饰演 王芳
- 宋如茵 饰演 张敏
- 吴金鑫 饰演 陈达
- 王之民 饰演 李佳爸
- 洛薇 饰演 李佳妈
- 李斌 饰演 张叔
- 王思尧 饰演 庄图南（童年）
- 肖添仁 饰演 庄图南（少年）
- 叶泉希 饰演 庄筱婷（童年）
- 杨雯晰 饰演 庄筱婷（少年）
- 刘琪锜 饰演 庄筱婷（青年）
- 孙思程 饰演 林栋哲（童年）
- 李庆誉 饰演 林栋哲（少年）
- 简宇熙 饰演 林栋哲（青年）
- 仇恩泽 饰演 向鹏飞（少年）
- 余知远 饰演 向鹏飞（青年）
- 李蕊初 饰演 吴姗姗（童年）
- 何思甜 饰演 吴姗姗（少年）
- 赵语彤 饰演 张敏（青年）
- 高晓雅 饰演 张敏（童年）
- 郭博弈 饰演 吴军（少年）
- 蔡洛丞 饰演 吴军（童年）
- 郭祖明 饰演 李爷爷
- 于鸿洲 饰演 安厂长
- 李宏磊 饰演 庄赶美
- 刘子鹤 饰演 庄桦林
- 马柏全 饰演 吴军
- 萧浩冉 饰演 刘健，刘副厂长的儿子，姗姗的丈夫。
- 李雨璇 饰演 庄赶美媳妇
- 喻庆辉 饰演 张爷爷
- 海丰 饰演 何广长
- 马岩 饰演 向东
- 王钢 饰演 周总工
- 宋崔启昊 饰演 刘健（青年）
- 苏堯 饰演 庄振东
- 朱佳煜 饰演 庄振东（少年）
- 大森林 饰演 庄振东（童年）
- 史迪文 饰演 庄振北（少年）
- 盛中玮 饰演 吴军（青年）
- 周阅是 饰演 庄振北（童年）

## 制作
- 2023年10月11日正式开机[2]。2024年1月28日圆满杀青[7]。主体拍摄在宁波进行，剧组也在山西汾城的古镇取景。

## 奖项荣誉
| 年份   | 颁奖礼                             | 奖项             | 入围者       | 结果 | 参考  |
| ------ | ---------------------------------- | ---------------- | ------------ | ---- | ----- |
| 2025年 | 首届中国电视剧制作产业大会年度盛典 | 年度造型荣誉     | 纪伟华、王媛 | 獲獎 | [ 8 ] |
| 2025年 | 首届中国电视剧制作产业大会年度盛典 | 年度灯光荣誉     | 曹松         | 獲獎 | [ 8 ] |
| 2025年 | 第30届上海电视节白玉兰奖           | 最佳中国电视剧   | 《小巷人家》 | 提名 | [ 9 ] |
| 2025年 | 第30届上海电视节白玉兰奖           | 最佳导演         | 张开宙       | 提名 | [ 9 ] |
| 2025年 | 第30届上海电视节白玉兰奖           | 最佳编剧（改编） | 大米         | 提名 | [ 9 ] |
| 2025年 | 第30届上海电视节白玉兰奖           | 最佳女主角       | 闫妮         | 提名 | [ 9 ] |
| 2025年 | 第30届上海电视节白玉兰奖           | 最佳男配角       | 郭晓东       | 提名 | [ 9 ] |
| 2025年 | 第30届上海电视节白玉兰奖           | 最佳女配角       | 蒋欣         | 獲獎 | [ 9 ] |
| 2025年 | 第30届上海电视节白玉兰奖           | 最佳摄影         | 季佰超       | 提名 | [ 9 ] |